# Drets del col·lectiu LGBT a Connecticut

L'establiment dels drets de lesbianes, gais, bisexuals i transgènere (LGBT) a l'estat de Connecticut, als Estats Units d'Amèrica, és un fenomen recent, i la majoria dels avenços en els drets LGBT+ van tenir lloc a finals del segle XX i principis del segle XXI. Connecticut va ser el segon estat dels Estats Units a promulgar dues importants lleis pro-LGBT: la derogació de la llei de sodomia el 1971 i la legalització del matrimoni entre persones del mateix sexe el 2008. La llei estatal prohibeix la discriminació injusta per motius d'orientació sexual i identitat de gènere en l'ocupació, l'habitatge i els allotjaments públics, i tant la teràpia de conversió com la defensa de pànic gai estan prohibides a l'estat.
Connecticut es considera un dels estats dels Estats Units més favorables a les persones LGBT+, gràcies a la seva ràpida adopció de legislació sobre els drets LGBT+. Una enquesta del 2017 del Public Religion Research Institute va mostrar que el 73% dels residents de Connecticut donaven suport al matrimoni entre persones del mateix sexe.

## Història i legalitat de l'activitat sexual entre persones del mateix sexe
Les Ordres Fonamentals, que van establir Connecticut com una colònia autogovernada el 1639, establien que les lleis adoptades per les autoritats de Connecticut serien coherents amb les d'Anglaterra. Com a resultat, es va adoptar el dret comú a la colònia, que reconeixia la sodomia com un delicte capital només per a homes. El 1642 es va aprovar una llei de sodomia que preveia la pena de mort. Hi ha diversos casos coneguts d'homes executats segons l'estatut, inclòs William Plaine de Guilford el 1646 per haver masturbat diversos joves de la ciutat. El 1655, un servent anomenat John Knight va ser executat a la colònia de New Haven per haver tingut relacions sexuals consentides amb homes i dones. Tanmateix, l'estatut es va aplicar de manera inconsistent; per exemple, el 1677 Nicholas Sension va ser condemnat a la ciutat de Windsor a "bon comportament per a la resta de la seva vida", escapant de la pena de mort probablement a causa de la seva riquesa.
Després de la independència el 1776, Connecticut va continuar aplicant el dret consuetudinari. El 1821, l'Assemblea General de Connecticut va adoptar un nou codi penal que va fer diversos canvis a l'estatut de sodomia. En primer lloc, la pena de mort es va eliminar com a càstig i es va substituir per cadena perpètua, i en segon lloc, només els homes podien ser víctimes d'un acte de sodomia, tot i que l'autor podia ser de qualsevol sexe. La nova llei criminalitzava el "coneixement carnal", permetent el processament de le sexe anal i possiblement la fel·lació (sexe oral). No hi ha casos de sodomia publicats durant aquest període, per la qual cosa es desconeix si el sexe oral va ser processat en virtut d'aquesta llei. El 1909, la pena per sodomia es va reduir de cadena perpètua a 30 anys de presó.
El 1811, el Tribunal Suprem de Connecticut va dictaminar en el cas Fowler contra l'Estat que la llei de l'estat contra el "comportament i lascivia" només s'aplicava a la conducta entre persones del sexe oposat. Aquest cas judicial va ser significatiu el 1962, quan Max Fenster, acusat de "comportament i lascivia" entre persones del mateix sexe, va argumentar al tribunal que, segons Fowler, la llei només cobria la conducta entre persones del sexe oposat. De mala gana, el tribunal va acceptar per unanimitat.
Els informes de la comissió legislativa del 1967 i el 1968 van recomanar la derogació de la llei de sodomia perquè "dissuadeix els desviaments de buscar ajuda psiquiàtrica" i "només s'aplica mitjançant una 'selecció capriciosa', que fomenta el xantatge". El 1969 es va aprovar un codi penal complet, que va derogar els delictes de dret comú i va derogar la llei de sodomia en relació amb els actes consensuals, i va entrar en vigor el 1971. L'edat de consentiment es va fixar en 16 anys independentment del gènere i l'orientació sexual, i es va reduir a 15 anys el 1975. Això va convertir Connecticut en el segon estat dels Estats Units a despenalitzar les parelles del mateix sexe després d'Illinois.
El 1970, el Comissari de Vehicles Motoritzats va denegar el permís de conduir a David Fowlett a causa de la seva orientació sexual. Fowlett es va suïcidar més tard.

## Reconeixement de les relacions entre persones del mateix sexe
Connecticut va promulgar una llei d'unió civil l'1 d'octubre de 2005 que proporcionava a les parelles del mateix sexe alguns dels mateixos drets i responsabilitats segons la legislació estatal que les parelles casades.
El 10 d'octubre de 2008, el Tribunal Suprem de Connecticut va dictaminar en el cas Kerrigan contra el Comissionat de Salut Pública que les parelles del mateix sexe tenen el dret constitucional a casar-se i va dir que l'estatut d'unió civil de l'estat violava la clàusula d'igualtat de protecció de la Constitució estatal. La decisió es va produir en resposta a una demanda presentada el 2004 per vuit parelles del mateix sexe a les quals se'ls van denegar les llicències de matrimoni a la ciutat de Madison. Els primers matrimonis entre persones del mateix sexe a Connecticut van tenir lloc el 12 de novembre.
L'abril de 2009, l'Assemblea General de Connecticut va aprovar un projecte de llei per codificar completament el matrimoni entre persones del mateix sexe en els estatuts estatals, abolir les unions civils i totes les unions civils existents es van convertir automàticament en matrimonis civils a partir de l'1 d'octubre de 2010. El projecte de llei va ser signat per la governadora republicana Jodi Rell.

## Adopció i criança
Connecticut permet l'adopció per part de persones solteres, parelles de sexe oposat i del mateix sexe, casades o no. Els estatuts estableixen que l'orientació sexual d'un possible pare adoptiu es pot tenir en compte en les decisions d'adopció, però no hi ha proves que s'hagi denegat una adopció per motius d'orientació sexual.
El maig de 2018, el Departament d'Infància i Famílies de Connecticut va llançar una campanya dissenyada per animar les parelles del mateix sexe a sol·licitar convertir-se en pares adoptius. El governador Dannel Malloy també va demanar a més parelles que ho sol·licitessin, i va afegir que uns 4.000 nens estaven en acollida en aquell moment.
Les parelles lesbianes tenen accés a la fecundació in vitro (FIV). La llei estatal reconeix la mare no genètica ni gestacional com a mare legal d'un fill nascut per inseminació de donant, però cal que els pares estiguin casats. La llei de Connecticut exigeix que l'Oficina de Registres Vitals emeti certificats de naixement als futurs pares en un acord de gestació subrogada. Cap llei prohibeix la gestació subrogada tradicional i, per tant, la pràctica és presumiblement legal. Les parelles del mateix sexe són tractades de la mateixa manera que les parelles de sexe oposats.

### Projecte de llei de reforma de la filiació
El maig de 2021, l'Assemblea General de Connecticut va aprovar un projecte de llei per reconèixer legalment la filiació entre persones del mateix sexe per als fills de parelles del mateix sexe (per tal d'estar en línia amb la resta de la regió de Nova Anglaterra), sense tenir en compte el "concepte d'estat civil" de cap progenitor. Les lleis uniformes actuals de FIV de Connecticut exigeixen legalment que les parelles de qualsevol sexe "que estiguin casades" tinguin fills reconeguts legalment en els seus certificats de naixement. El governador de Connecticut, Ned Lamont, va signar el projecte de llei i va entrar en vigor l'1 d'octubre de 2021.

## Proteccions contra la discriminació
Connecticut prohibeix la discriminació per motius d'orientació sexual i identitat o expressió de gènere en llocs públics, llocs de treball públics i privats, serveis governamentals i en la recepció de béns i serveis de llocs públics o institucions governamentals. La discriminació per orientació sexual està prohibida a l'estat des del 1991, i la identitat o expressió de gènere es va afegir a la llei antidiscriminació de l'estat el 2011.
A més, la llei estatal contra l'assetjament escolar prohibeix l'assetjament escolar per motius de raça, color, religió, ascendència, origen nacional, sexe, orientació sexual, identitat i expressió de gènere, estatus socioeconòmic, estatus acadèmic, aparença física, discapacitat mental, física, del desenvolupament i sensorial i associació amb un individu o grup de persones que tinguin una o més d'aquestes característiques. La llei també inclou explícitament el ciberassetjament i l'assetjament escolar, i s'aplica a totes les instal·lacions escolars de l'estat.
El juny de 2023, la Legislatura de Connecticut va aprovar un projecte de llei que "reforma i actualitza" la definició arcaica d'orientació sexual dins del codi, que es va implementar el 1991. El governador de Connecticut encara no ha signat ni vetat el projecte de llei.

### Llei de delictes d'odi
Tots els ciutadans, segons la llei estatal, estan protegits contra els delictes d'odi motivats per l'orientació sexual i la identitat o expressió de gènere, juntament amb altres categories. La llei preveu penes addicionals per la comissió d'un delicte d'odi.

## Drets transgènere
El juny de 2015, l'Assemblea General de Connecticut va aprovar el projecte de llei H.B. núm. 7006 (aprovat pel Senat per 32 a favor i 3 a favor i per la Cambra de Representants per 126 a favor i 18 a favor) per facilitar que les persones transgènere poguessin canviar el marcador de gènere al seu certificat de naixement sense haver de sotmetre's a cirurgia. El governador Dannel Malloy va signar el projecte de llei i va entrar en vigor l'1 d'octubre de 2015. El Departament de Salut Pública emetrà un certificat de naixement actualitzat amb la designació de sexe corregida en rebre una declaració jurada notarial emplenada pel sol·licitant que sol·licita el canvi i una declaració jurada notarial d'un metge amb llicència, una infermera titulada de pràctica avançada o un psicòleg que declari que el sol·licitant ha rebut un tractament clínic adequat (com ara teràpia hormonal). L'estat també canviarà la designació de sexe del carnet de conduir i del document d'identitat estatal si es sol·licita. Els certificats de naixement, els documents d'identitat i els permisos de conduir ofereixen tres opcions de sexe, és a dir, "M" (home), "F" (dona) i "X".

### Reforma penitenciària
L'1 de juliol de 2018, Connecticut es va convertir en la primera jurisdicció dels Estats Units a garantir que totes les persones siguin tractades d'acord amb la seva identitat de gènere, incloent-hi els escorcolls nus i l'accés a roba, articles de la cantina i materials educatius, així com a l'habitatge en funció del seu gènere reconegut.

### El cas judicial d'alt perfil d'esports transgènere de Connecticut 2020
L'abril de 2021, un jutge federal va desestimar les demandes d'alt perfil del 2020 relacionades amb persones transgènere que practicaven esports i atletisme a Connecticut. Això va desencadenar automàticament una onada de més de 50 projectes de llei a diverses legislatures estatals dels EUA i del Congrés dels EUA, sobre la prohibició legal que les persones transgènere practiquin esports i atletisme.

## Defensa de pànic gai
El juny de 2019, l'Assemblea General de Connecticut va aprovar per unanimitat un projecte de llei per derogar la defensa de pànic gai. El projecte de llei va ser signat pel governador Ned Lamont i va entrar en vigor l'1 d'octubre de 2019.

## Beneficis militars per a veterans LGBT+ donats de baixa
El juliol de 2021, el governador de Connecticut va signar un projecte de llei que implementava els beneficis militars per a veterans LGBTQ donats de baixa a nivell estatal. Els estats de Nova York, Nova Jersey, Colorado i Rhode Island tenen lleis similars.

## Opinió pública
Una enquesta del Public Religion Research Institute del 2017 va trobar que el 73% dels residents de Connecticut donaven suport al matrimoni entre persones del mateix sexe, mentre que el 20% s'hi oposaven i el 7% no n'estaven segurs.
Una enquesta del Public Religion Research Institute (PRRI) del 2022 va trobar que el 81% dels residents de Connecticut donaven suport al matrimoni entre persones del mateix sexe, mentre que el 18% s'hi oposaven i l'1% no n'estava segur.
| Font de l'enquesta                 | Data(es) d'administració                | Mida de la mostra | Marge d'error | % suport | % oposició | % sense opinió |
| ---------------------------------- | --------------------------------------- | ----------------- | ------------- | -------- | ---------- | -------------- |
| Public Religion Research Institute | 2 de gener - 30 de desembre de 2019     | 604               | ?             | 77%      | 17%        | 6%             |
| Public Religion Research Institute | 3 de gener - 30 de desembre de 2018     | 543               | ?             | 76%      | 19%        | 5%             |
| Public Religion Research Institute | 5 d'abril - 23 de desembre de 2017      | 659               | ?             | 77%      | 17%        | 6%             |
| Public Religion Research Institute | 29 d'abril de 2015 - 7 de gener de 2016 | 872               | ?             | 77%      | 18%        | 5%             |

## Taula resum
| Activitat sexual entre persones del mateix sexe legal                                                                           | (Des del 1971)                                                                                                 |
| Igualtat d'edat de consentiment (16)                                                                                            | (Des del 1971)                                                                                                 |
| Lleis antidiscriminatòries en tots els àmbits                                                                                   | (Orientació sexual des del 1991 i identitat de gènere des del 2011)                                            |
| Matrimoni igualitari | (Des del 2008; codificat com a llei el 2009)                                                                   |
| Reconeixement de parelles del mateix sexe (per exemple, unió civil)                                                             | (Des del 2005)                                                                                                 |
| Adopció conjunta i fillastre per parelles del mateix sexe                                                                       | Yes |
| Les persones lesbianes, gais i bisexuals poden servir obertament a l'exèrcit                                                    | (Des del 2011)                                                                                                 |
| Les persones transgènere poden servir obertament a l'exèrcit                                                                    | (Prohibició federal des del 2025)                                                                              |
| Les persones intersexuals poden servir obertament a l'exèrcit                                                                   | (La política actual del Departament de Defensa prohibeix als "hermafrodites" servir o allistar-se a l'exèrcit) |
| Dret a canviar de gènere legal sense cirurgia de reassignació de sexe                                                           | Yes |
| Accés a la FIV per a parelles lesbianes                                                                                         | Yes |
| Paternitat automàtica en els certificats de naixement per a fills de parelles del mateix sexe, independentment de l'estat civil | (Vigent a partir de l'1 d'octubre de 2021)                                                                     |
| Defensa de pànic gai i trans | (Des del 2019)                                                                                                 |
| Teràpia de conversió prohibida a menors d'edat                                                                                  | (Des del 2017)                                                                                                 |
| Opció de tercer gènere | Yes |
| Llei contra l'assetjament LGBT+ a les escoles i universitats                                                                    | Yes |
| Protecció de la bandera de l'orgull LGBTQIA+                                                                                    | No |
| Els acords de gestació subrogada són legals per a parelles homosexuals                                                          | [ 34 ] |
| Els homes que tenen relacions sexuals amb homes (HSH) poden donar sang                                                          | / (Des del 2020; període d'ajornament de 3 mesos)                                                              |